# Plazmina

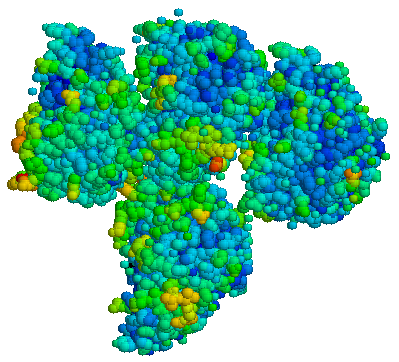
Plazmina

Plazmina (fibrynaza, fibrynolizyna) – zwierzęcy enzym białkowy z grupy proteaz, znajdujący się w osoczu krwi, którego działanie polega na rozkładaniu białek krwi wchodzących w skład skrzepu, przede wszystkim fibryny (włóknika). Proces ten nazywa się fibrynolizą. Plazmina powstaje z nieaktywnego prekursora (plazminogenu) na skutek działania trombiny i tkankowego aktywatora plazminogenu (t-PA). Plazminogen może być też aktywowany przez urokinazę (u-PA).
W wyniku działania plazminy powstają produkty oznaczane zbiorczo jako FDP (ang. fibrin degradation products). Mogą się one wiązać z monomeryczną fibryną, co prowadzi do utworzenia niestabilnej skrzepliny podatnej na rozpuszczanie.